# ゴッドフリー・コプリ

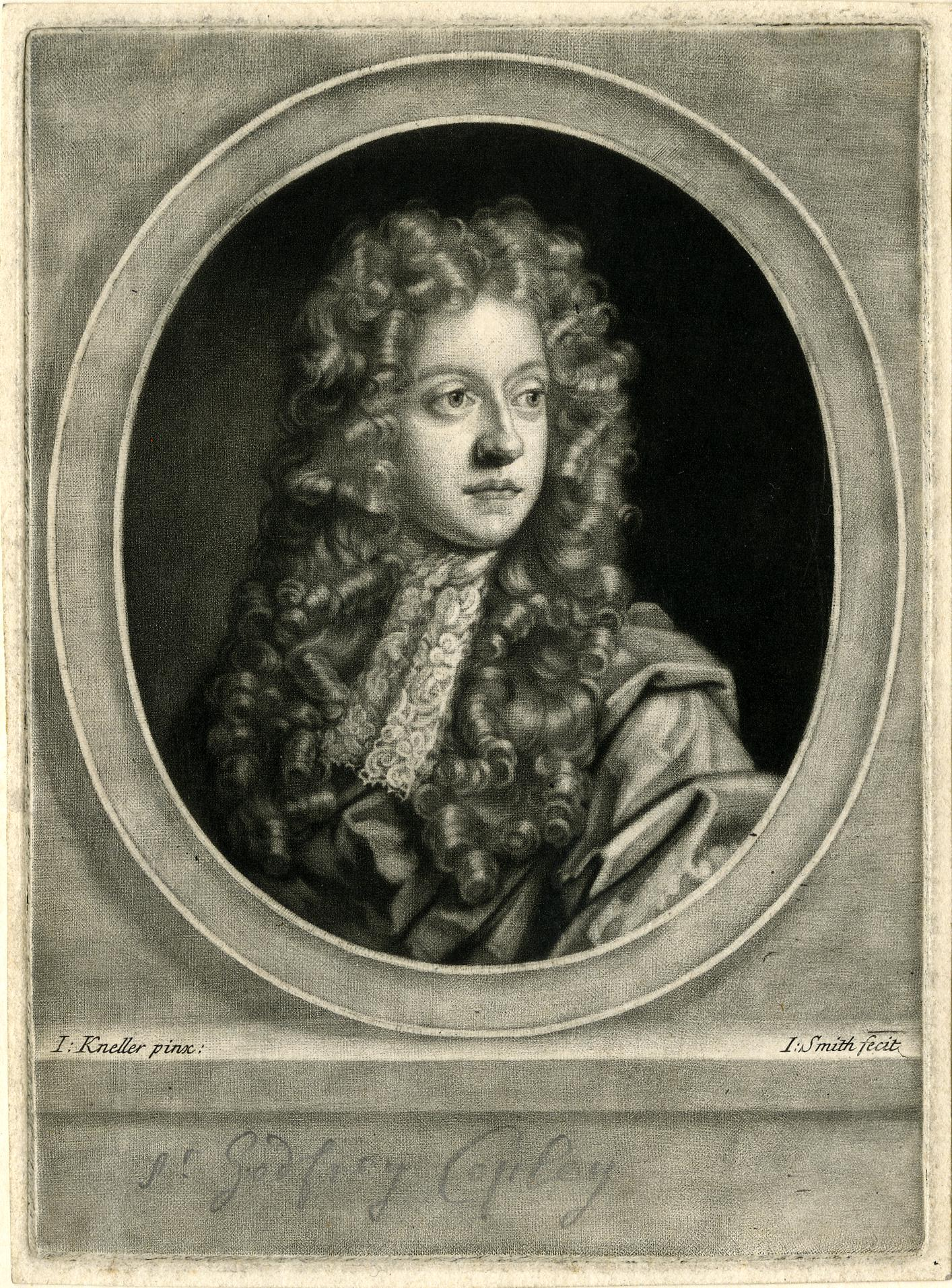
肖像画

第2代準男爵ゴッドフリー・コプリ（Sir Godfrey Copley, 2nd Baronet、1653年頃 - 1709年4月9日）は、イギリスの裕福・著名な地主・絵画コレクター。現在のサウス・ヨークシャー州ドンカスターにあたるスプロットブローに住んでいた。
コプリは、1661年にチャールズ2世によって準男爵に序せられた同名の人物の息子であり、1678年に父親の準男爵位を継いだ。1679年から1685年にはヨークシャー州の特別区オールドバラの、1695年から1709年まではサースクの議員を務めた。また会計院の理事や軍の指揮官としても活躍した。
1691年に王立協会の会員に選ばれた。彼は、1709年に100ポンドの遺産を王立協会に寄付したことでよく知られている。王立協会はこれを基金として、科学的な業績を上げた人物に対して毎年与えられる賞を創設し、コプリ・メダルと命名した。コプリ・メダルはイギリスで最も古い科学の賞である。ノーベル賞（物理・化学・生理学医学）が1901年に始まるまでの間、世界の科学者たちが目指す賞のひとつだった。
コプリは1709年にウェストミンスターの自宅で亡くなり、スプロットブローに埋葬された。コプリは2度結婚していた。最初の妻はモントゴメリーシャーのJohn Pucellの娘・キャサリン(Catherine)で、次の妻はコーンウォールのSir John Carewの娘・ガートルード(Gertrude)だった。コプリには、最初の妻キャサリンとの間に同名のキャサリンという娘がいたが、準男爵位を継承できる男子がいなかったため、コプリの準男爵位は廃止された。娘のキャサリンはコーンウォールのJoseph Moyleと結婚した。その息子のJoseph Moyleは、1778年にスプロットブローの土地を継承する際に姓をコプリに改め、準男爵に序せられた。